# Paracantha genalis
Paracantha genalis är en tvåvingeart som beskrevs av Malloch 1941. Paracantha genalis ingår i släktet Paracantha och familjen borrflugor. Inga underarter finns listade i Catalogue of Life.